# Psyra similaria
Psyra similaria là một loài bướm đêm trong họ Geometridae.